# Athysanella repulsa
Athysanella repulsa är en insektsart som beskrevs av Hamilton 2002. Athysanella repulsa ingår i släktet Athysanella och familjen dvärgstritar. Inga underarter finns listade i Catalogue of Life.